# DREAM PRICE 1000 清水健太郎 失恋レストラン
『DREAM PRICE 1000 清水健太郎 失恋レストラン』（ドリーム プライス せん しみずけんたろう しつれんれすとらん）は、清水健太郎のミニベスト・アルバム。2001年10月11日発売。発売元はSony Music House。規格品番はMHCL-19。

## 解説
ソニー・ミュージックハウス（現ソニー・ミュージックダイレクト）から「新シリーズ【DREAM PRICE 1000】オリジナル・ヒット6曲入りベスト、まさに夢の価格￥1,000で登場!」と喧伝された廉価版ミニ・ベスト“DREAM PRICE 1000”シリーズの1作。本作は1976年の歌手デビュー曲「失恋レストラン」から5枚目のシングル・レコード「きっと今日からは」まで発表順に、両A面シングル曲含む全6曲を収録している。
通常のCDショップのほか、都心型ターミナル駅コンコースや高速道路内売店などでも販売された。

## 収録曲
1. 失恋レストラン（3分47秒）[3]
  - 作詞・作曲・編曲:つのだひろ
2. 帰らない（3分37秒）
  - 作詞・作曲:つのだひろ　編曲:馬飼野康二
3. 恋人よ（3分50秒）
  - 作詞・作曲:つのだひろ　編曲:馬飼野康二
4. 遠慮するなよ（3分30秒）
  - 作詞・作曲:宇崎竜童　編曲:EDISON
5. 泣き虫（3分30秒）
  - 作詞・作曲:つのだひろ　編曲:萩田光雄
6. きっと今日からは（3分16秒）
  - 作詞・作曲:つのだひろ　編曲:大野雄二